# UK Subs
UK Subs (též U.K. Subs) je britská punková skupina soustředěná kolem zpěváka Charlieho Harpera, který je dnes jediným původním členem. Od roku 1980 kombinovala ve své tvorbě punkové a metalové vlivy a stála tak u zrodu hardcore.

## Historie
Skupina byla založena v Londýně v roce 1976, tehdy ještě pod názvem UK Subversives (tedy Rozvraceči Spojeného království). Za svého působení prodělala mnoho personálních změn. V původním složení:
- Charlie Harper - zpěv
- Paul Slack – basová kytara
- Nick Garrett – kytara
- Pete Davies – bicí

se dlouho soustředila jen na vystupování (především po hospodských štacích) a nahrála první album Another Kind Of Blues (1979). Poté došlo k výměně baskytaristy (Alvin Gibbs) a bubeníka (Steve Roberts), s nimiž soubor opustil punkovou klasiku a nastoupil cestu originálního metal-punku. Za umělecký vrchol produkce skupiny lze považovat alba Diminished Responsibility (Snížená odpovědnost), Endangered Species (Ohrožený druh) a Flood of Lies (Záplava či povodeň lží) z první poloviny 80. let. Na albu Endangered Species se též objeví úsporné, leč působivé klávesové plochy, které titulu dodávají částečně atmosféru new wave. Pozdější tituly jsou standardně kvalitní, ale od roku 1984 trpí kompilační nadprodukcí. Alba z devadesátých let jsou již jen jakýmsi omíláním stejného přístupu. To ovšem nelze říci o koncertní činnosti skupiny, její vystoupení patří dodnes k vynikajícím zážitkům. UK Subs se ostatně proslavili jako nejčastěji koncertující kapela (až 250-300 koncertů za rok[zdroj?]). Skupina stále existuje, orientujíc se v současnosti především právě na koncerty. V Červenci 2013 vystoupili na českém festivalu Mighty Sounds.
V pátek 17. května 2024 odehráli svůj set na festivalu pořádaném kapelou Tři sestry v pražském Braníku. Součástí koncertu byla i oslava 80. narozenin zpěváka Charlieho Harpera. 

## Diskografie

### Studiová alba
- Another Kind of Blues (1979)
- Brand New Age (1980)
- Crash Course (1980)
- Diminished Responsibility (1981)
- Endangered Species (1982)
- Flood of Lies (1983)
- Gross Out USA (1984)
- Huntington Beach (1986)
- Killing Time (1987)
- Japan Today (1990)
- In Action (1990)
- Mad Cow Fever (1991)
- Normal Service Resumed (1993)
- The Punk is Back (1995)
- Occupied (1996)
- Peel Sessions 1978-79 (1997)
- Quintessentials (1997)
- Riot (1997)
- Universal (2002)
- Violent State (2005)
- Work In Progress (10. ledna 2011)
- XXIV (4. února 2013)

### Kompilační alba
- Demonstration Tapes (1984)
- Standards (1986)
- Raw Material (1986)
- Recorded 1979-81 (1989)
- Greatest Hits (Live in Paris) (1990)
- The Singles 1979-81 (1991)
- Down on the Farm (A Collection of the Less Obvious) (1991)
- Europe Calling (1992)
- Scum of the Earth - The Best of (1993)